# Ordine reale di Vittoria e Alberto

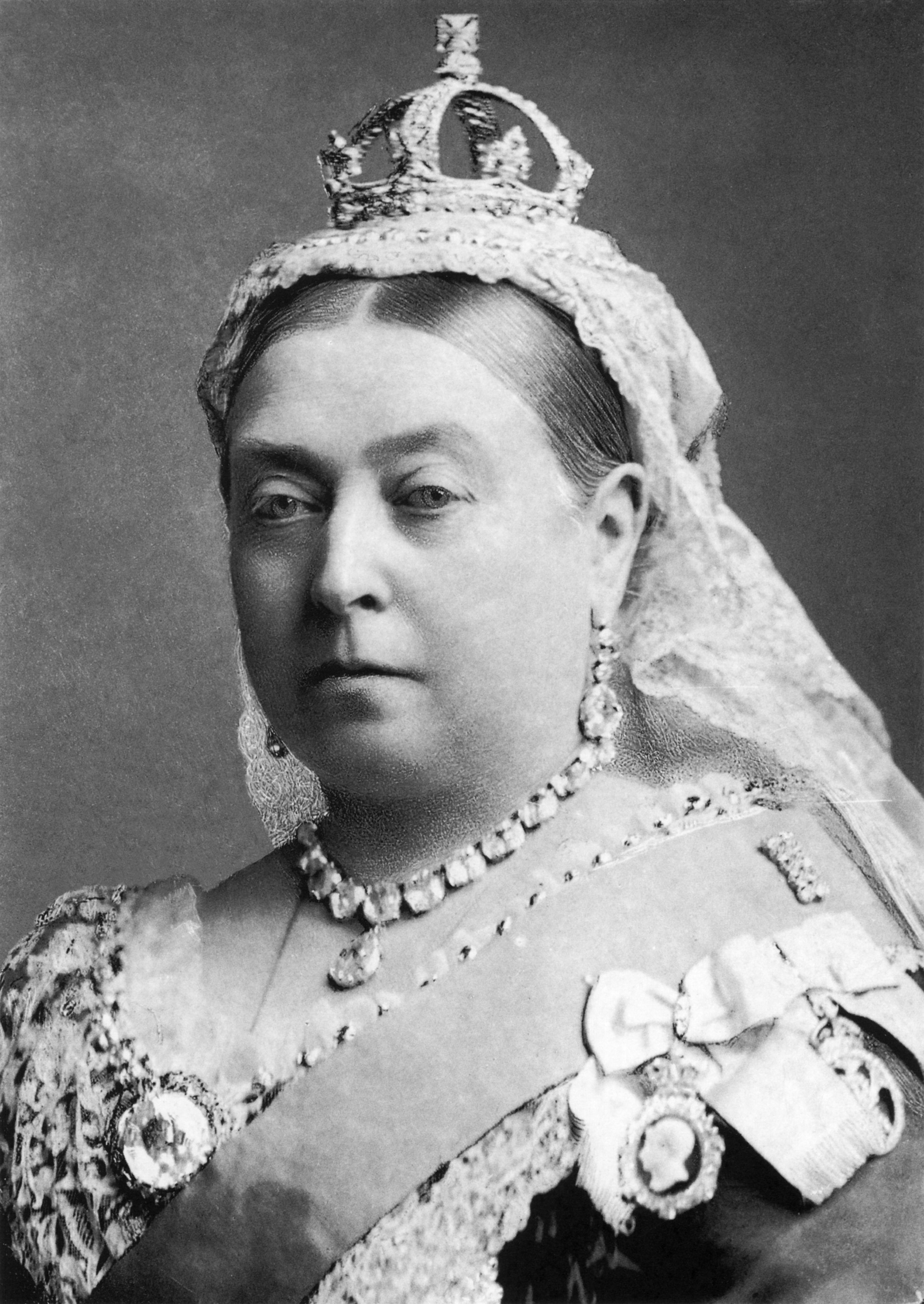
Ritratto della regina Vittoria nel suo giubileo d'oro, indossante l'insegna dell'Ordine di Vittoria ed Alberto.

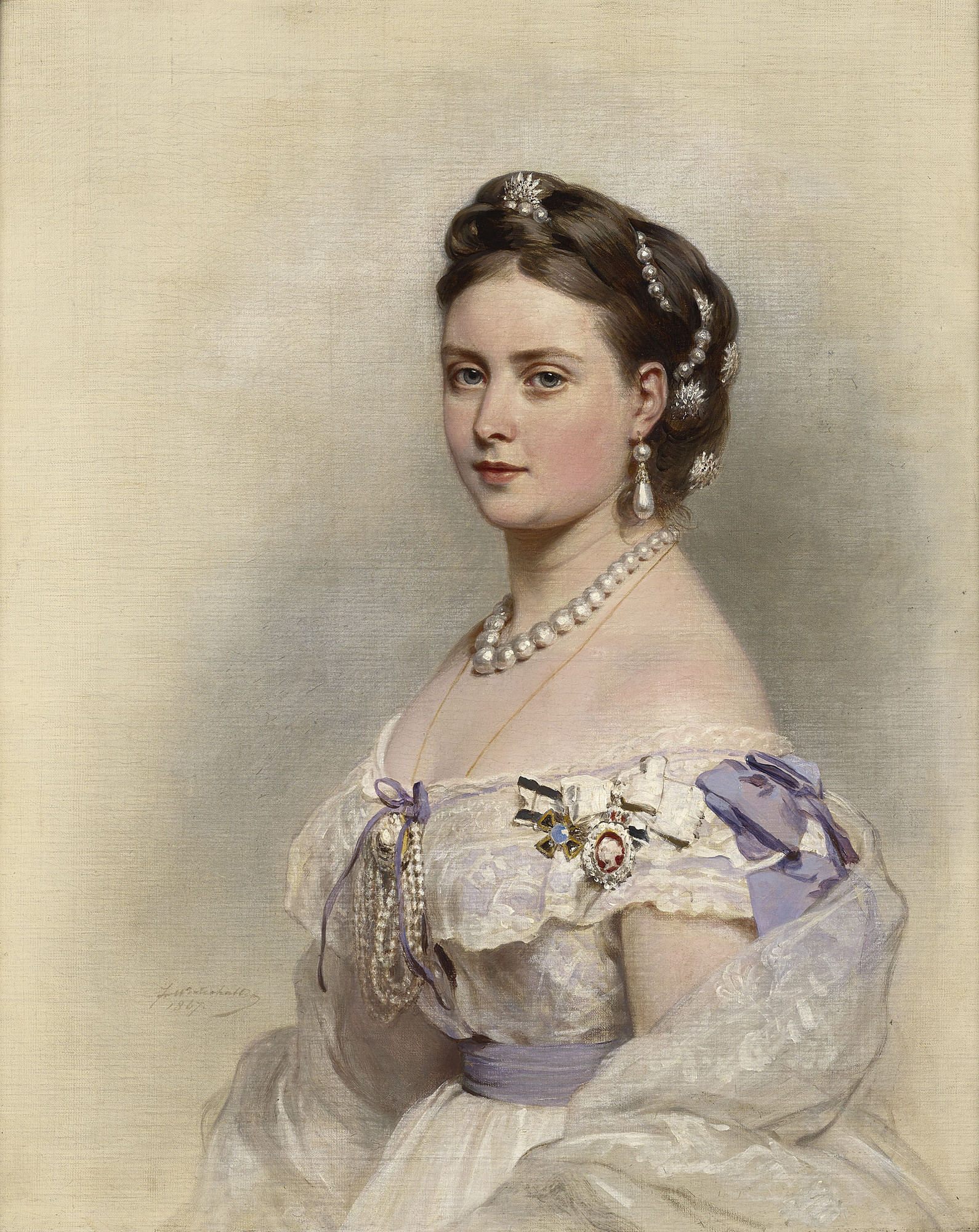
L'Imperatrice consorte di Germania, Vittoria di Sassonia-Coburgo-Gotha con le insegne dell'Ordine

L'Ordine reale di Vittoria e Alberto (in inglese: Royal Order of Victoria and Albert) è una onorificenza familiare e di corte del Regno Unito non più conferita ma ancora inclusa nel sistema premiale britannico, tradizionalmente posta in stato di quiescenza dalla morte del sovrano fondatore, istituita il 10 febbraio 1862 dalla regina Vittoria, ampliato il 10 ottobre 1864, il 15 novembre 1865 e il 15 marzo 1880. Non è stato più conferito dalla morte della regina Vittoria.
L'Ordine si divide in quattro classi esclusivamente femminili per i membri della famiglia Reale o delle famiglie di corte. La medaglia consiste in un cammeo con i ritratti della regina Vittoria e del principe Alberto, suo marito, con sul retro le cifre dei sovrani "VA", il tutto sormontato dalla corona reale inglese e sostenuto da un nastro bianco moiré.
L'ultima insignita dell'Ordine, la principessa Alice di Athlone, morì nel 1981 e l'attuale Sovrano dell'Ordine è il re Carlo III.
Alle dame insignite spettavano le lettere post-nominali VA.

## Insigniti notabili

### Dame di prima classe
- Vittoria, imperatrice consorte di Germania
- Elena di Sassonia-Coburgo-Gotha, principessa consorte di Schleswig-Holstein
- Alessandra di Danimarca, principessa consorte del Galles
- Luisa di Sassonia-Coburgo-Gotha, marchesa consorte di Lorne
- Beatrice di Sassonia-Coburgo-Gotha, principessa consorte di Battenberg
- Marija Aleksandrovna Romanova, duchessa consorte di Edimburgo
- Luisa d'Assia-Kassel, regina consorte di Danimarca
- Maria di Sassonia-Altenburg, regina consorte di Hannover
- 1878: Maria Enrichetta d'Asburgo-Lorena, regina consorte dei Belgi (nell'occasione delle nozze d'argento dei sovrani inglesi)
- 1879: Luisa Margherita di Prussia, duchessa consorte di Connaught e Strathearn (al suo matrimonio)
- Vittoria d'Assia-Darmstadt, principessa consorte di Battenberg
- Elena di Waldeck e Pyrmont, duchessa consorte di Albany
- 1885: Luisa, Duchessa di Fife
- Vittoria, Principessa del Galles
- Maud di Sassonia-Coburgo-Gotha, principessa consorte del Galles
- Maria Cristina d'Asburgo-Teschen, regina reggente di Spagna

- Luisa di Prussia, granduchessa consorte di Baden
- Augusta Vittoria di Schleswig-Holstein-Sonderburg-Augustenburg, imperatrice consorte di Germania
- Elisabetta di Wied, regina consorte di Romania
- Maria di Teck, duchessa consorte di York
- 1896: Alessandra Feodorovna, zarina di Russia
- 1898: Guglielmina dei Paesi Bassi, regina dei Paesi Bassi

### Dame di seconda classe
- Elisabetta d'Assia-Darmstadt, granduchessa di Russia
- Carlotta di Prussia, duchessa consorte di Sassonia-Meiningen
- Irene d'Assia-Darmstadt, principessa consorte di Prussia
- Vittoria di Prussia, principessa consorte di Schaumburg-Lippe
- la principessa di Leiningen
- Maria Luisa di Schleswig-Holstein, principessa consorte di Anhalt
- Sofia di Prussia, principessa consorte di Grecia
- Margherita di Prussia, principessa di Prussia
- Elena Vittoria di Schleswig-Holstein, principessa di Schleswig-Holstein
- Maria di Sassonia-Coburgo-Gotha, regina consorte di Romania
- Vittoria Melita di Sassonia-Coburgo-Gotha, granduchessa consorte di Russia
- Alessandra di Sassonia-Coburgo-Gotha, principessa consorte di Hohenlohe-Langenburg
- Beatrice di Sassonia-Coburgo-Gotha
- Margherita di Connaught e Strathearn, principessa consorte della corona di Svezia
- Alice, contessa di Athlone, principessa di Albany

### Dame di terza classe
- Elizabeth Wellesley, duchessa di Wellington
- Jane Spencer, baronessa Churchill
- Susanna Stephania Innes-Ker, duchessa di Roxburghe
- Emily Cavendish, baronessa Waterpark
- Anne Murray, duchessa di Atholl
- Harriet Agar-Ellis, viscontessa Clifden
- Blance Bourke, contessa di Mayo
- Eliza Hay, contessa di Erroll
- Julia Abercromby, baronessa Abercromby
- Caroline Augusta, contessa di Mount-Edgcumbe
- Francesca, contessa di Gainsborough
- Ismania FitzRoy, baronessa Southampton
- Charlotte Montagu-Douglas-Scott, duchessa di Buccleuch
- Frances Jocelyn, viscontessa Jocelyn
- 1880: Albertha Spencer-Churchill, duchessa di Marlborough
- Elizabeth Russell, duchessa di Bedford
- 1881: Louisa Jane Hamilton, duchessa di Abercorn
- Anne Innes-Ker, duchessa di Roxburghe
- 1885: Charlotte Spencer, contessa Spencer
- Louisa Montagu-Douglas-Scott, duchessa di Buccleuch
- Emily Russell, baronessa Ampthill
- 1889: Hariot Hamilton-Temple-Blackwood, marchesa di Dufferin e Ava
- Cecilia Dawnay, viscontessa Downe
- Louisa McDonnell, contessa di Antrim
- 1892: Georgina Gascoyne-Cecil, marchesa di Salisbury
- Maud Petty-FitzMaurice, marchesa di Lansdowne
- Edith Villiers, contessa di Lytton
- Frances Waldegrave, viscontessa Chewton
- Beatrix Cadogan, contessa Cadogan

### Dama di quarta classe
- Lady Hamilton-Gordon
- Lady Edith Codrington
- Adelaide Biddulph, baronessa Biddulph
- Lady Elizabeth Phillipa Biddulph
- Hon. Flora C.I. Macdonald
- Hon. Mrs. Ferguson
- Hon. Horatia C. F. Stopford
- Hon. Emily Sarah Cathcart
- Lady Cust
- Hon. Mrs Magdalen Wellesley
- Hon. Lady Ponsonby
- Hon. Ina Erskine McNeill, duchessa di Argyll
- 1889: Lady Geraldine Somerset
- Hon. Harriet Lepel Phipps
- Hon. Caroline Fanny Cavendish
- Mrs. Georgina Townshend Wilson
- Lady Cowell
- Hon. Mrs. Mallett
- Hon. Mrs. Grant
- Hon. Ethel H. M. Cadogan
- Mrs. Helen Haughton

## Fonti
- Whitaker's Almanack, 1893
- British Imperial Calendar, 1900, 1902
- The Times